# John Trailly

Armoiries de Trailly : d'or à la croix de gueules cantonnée de quatre martlets (martinets) du même.

John Trailly est un soldat et diplomate anglais mort le 18 juin 1400. Seigneur de Furnells et Yeldon, il devient  sénéchal de Gascogne et maire de Bordeaux, alors dominés par le royaume d'Angleterre.

## Biographie
John est le fils aîné d'un autre John Trailly (mort en 1360) et de son épouse Elizabeth.  
Pendant la guerre de Cent Ans , il participe aux campagnes sur le continent des Richard II et de Henri IV d'Angleterre.  
Il représente le Bedfordshire au parlement anglais en 1377 et 1381.  
Il appartient à la suite du  comte de Buckingham Thomas de Woodstock en 1377, et voyage en Espagne avec le duc de Lancaster Jean de Gand en 1386. 
Il exerce la charge de sénéchal de Gascogne de 1389 à 1390 puis 1397. Il est maire de Bordeaux de 1389 à 1400. 

## Mariage et descendance
John épouse Joan, fille de Thomas Aylesbury et de Joan Basset. Leur fils Reynold meurt sans héritier en 1401.